# Pineta della Foce del Garigliano
Pineta della Foce del Garigliano este o arie protejată (arie specială de conservare — SAC, sit de importanță comunitară — SCI) din Italia întinsă pe o suprafață de 185 ha, integral pe uscat.

## Localizare
Centrul sitului Pineta della Foce del Garigliano este situat la coordonatele 41°12′42″N 13°47′02″E / 41.211667°N 13.783889°E.

## Înființare
Situl Pineta della Foce del Garigliano a fost declarat sit de importanță comunitară în mai 1995 pentru a proteja 9 specii de animale. Situl a fost protejat și ca arie specială de conservare în mai 2019.

## Biodiversitate
Situată în ecoregiunea mediteraneană, aria protejată conține 7 habitate naturale: Dune cu tufărișuri sclerofile Cisto-Lavenduletalia, Dune mobile cu vegetație embrionară, Dune împădurite cu Pinus pinea și/sau Pinus pinaster, Dune de pe litoral fixate cu Crucianellion maritimae, Păduri de Quercus ilex și Quercus rotundifolia, Dune de coastă cu Juniperus spp., Vegetație anuală la limita mareei.
La baza desemnării sitului se află mai multe specii protejate:
- păsări (6): prepeliță (Coturnix coturnix), muscar-gulerat (Ficedula albicollis), sfrâncioc roșiatic (Lanius collurio), turturică (Streptopelia turtur), mierlă (Turdus merula), sturz-cântător (Turdus philomelos)
- mamifere (2): liliacul mare cu potcoavă (Rhinolophus ferrumequinum), liliacul mic cu potcoavă (Rhinolophus hipposideros)
- nevertebrate (1): Euplagia quadripunctaria

Pe lângă speciile protejate, pe teritoriul sitului au mai fost identificate 1 specie de nevertebrate, 3 specii de reptile.